# Marialis Cultus
Marialis Cultus, in italiano Il culto mariano è l'undicesima esortazione apostolica di papa Paolo VI, promulgata il 2 febbraio 1974, festa della Presentazione del Signore.

## Suddivisione del testo
Introduzione
1. Il culto della Vergine Maria nella Liturgia
- La Vergine nella restaurata Liturgia Romana
- La Vergine modello della Chiesa nell'esercizio del culto

2. Per il rinnovamento della pietà mariana
- Nota trinitaria, cristologia ed ecclesiale nel culto della Vergine
- Quattro orientamenti per il culto della Vergine: biblico, liturgico, ecumenico, antropologico

3. Indicazione circa i pii esercizio dell'Angelus Domini e del santo Rosario
- L'Angelus Domini
- Indicazioni per il «Rosario»

Conclusione